# Gaixun-Bulg
Gaixun-Bulg (en rus: Гашун-Булг) és un poble (un possiólok) de Calmúquia, a Rússia, segons el cens del 2012 tenia 6 habitants. Pertany al districte municipal de Tróitskoie.